# Popoz (televisieserie)
Popoz is een Nederlandse komedieserie onder regie van Martijn Smits en Erwin van den Eshof. Iedere aflevering bestaat uit een aantal losse sketches en duurt circa 22 minuten. Centraal in elke sketch staan de politieagenten Ivo (Huub Smit) en Randy (Sergio Hasselbaink), die zich gedragen alsof ze zich in een Amerikaanse politieserie bevinden. Zij komen steeds in situaties die ze verkeerd inschatten, die onverwachte wendingen nemen, waarin zij en/of medepersonages zich ongepast gedragen of waarin hun fantasie met ze op de loop gaat.
Comedy Central zond op zondag 3 november 2013 de eerste aflevering van Popoz uit.

## Rolverdeling
Hoofdpersonages:
- Huub Smit - Ivo, agent.
- Sergio Hasselbaink - Randy, agent.

Terugkerende personages:
- Noël Deelen - Coco, een inadequate stagiair bij de politie. Hij komt regelmatig om het leven, om in een latere sketch terug te keren alsof er nooit iets is gebeurd.
- Edwin Alofs - Mattieu, een man met dwerggroei die functioneert als lokagent om pedofielen in de val te lokken.
- Uriah Arnhem - Vanilla Fudge, een overvaller die elke situatie waarin hij de overhand krijgt manipuleert tot een homo-erotische gebeurtenis.
- Ancilla Tilia - Leo, een zich sexy kledende lijkschouwer die zich in de fantasie van Ivo en Randy soms erotischer gedraagt dan in de werkelijkheid.
- Gert-Jan de Warm - Norbert, de mannelijke collega-lijkschouwer van Leo.
- Markoesa Hamer - Annabel, een lerares op een basisschool waar Ivo en Randy regelmatig voorlichting geven. Zij dient tijdens de uitleg van specifieke voorvallen als vrijwilliger en belandt daarbij regelmatig in seksueel geladen situaties.

## Film
Op 8 oktober 2015 verscheen de gelijknamige film die gebaseerd is op de serie in de Nederlandse bioscopen.